# Галлей (лунный кратер)
Кратер Галлей (лат. Halley), не путать с кратером Галле, — небольшой древний ударный кратер в центральной экваториальной области видимой стороны Луны. Название присвоено в честь английского Королевского астронома, геофизика, математика, метеоролога, физика и демографа Эдмунда Галлея (1656—1742) и утверждено Международным астрономическим союзом в 1935 г. Образование кратера относится к нектарскому периоду.

## Описание кратера
Ближайшими соседями кратера являются кратер Мюллер на западе, кратер Гиппарх на севере, кратер Хайнд на востоке, кратер Ричи на юго-востоке и кратер Аль-Баттани на юго-западе. 

Селенографические координаты центра кратера 8°03′ ю. ш. 5°44′ в. д. / 8,05° ю. ш. 5,73° в. д., диаметр 34,6 км, глубина 2,47 км.

Кратер имеет полигональную форму и сильно разрушен. Вал кратера перекрыт множеством мелких кратеров, в северной части примыкает к валу кратера Гиппарх. Среднее возвышение вала 990 м, объем кратера составляет приблизительно 900 км³. Чаша кратера ровная, испещрена множеством мелких кратеров. На западе вдоль кратера проходит широкая долина.

## Сателлитные кратеры
| Галлей | Координаты                                        | Диаметр, км |
| ------ | ------------------------------------------------- | ----------- |
| B      | 8°29′ ю. ш. 4°27′ в. д. / 8,48° ю. ш. 4,45° в. д. | 5,5         |
| C      | 9°53′ ю. ш. 6°38′ в. д. / 9,88° ю. ш. 6,63° в. д. | 4,7         |
| G      | 9°10′ ю. ш. 5°31′ в. д. / 9,16° ю. ш. 5,51° в. д. | 5,0         |
| K      | 8°34′ ю. ш. 5°49′ в. д. / 8,57° ю. ш. 5,82° в. д. | 4,5         |